# Econometrica
Econometrica est une importante revue scientifique créée par la société d'économétrie en 1933, société alors dirigée par Ragnar Frisch (le futur premier récipiendaire du prix "Nobel" d'économie et considéré comme l'un des fondateurs de l'économétrie). L'objectif de la société et de la revue est de relier l'analyse théorique et l'observation empirique au moyen de modèles formalisés testés par des méthodes statistiques à partir des observations statistiques de l'économie. 
Selon RePEc, Econometrica est la meilleure revue scientifique dans le champ des sciences économiques. Elle publie aujourd'hui des articles touchant à tous les domaines de l'économie.  C'est avec l'American Economic Review, le Quarterly Journal of Economics, le Journal of Political Economy et The Review of Economic Studies l'une des revues les plus prestigieuses en sciences économiques.

## Bibliométrie
Selon une étude menée par Kalaitzidakis et al. en 2003, Econometrica est la deuxième revue économique la plus influente du monde, non loin derrière l’American Economic Review .
Près de 300 articles publiés par Econometrica ont été écrits par des lauréats du prix Nobel d’économie.

## Articles célèbres
- Kenneth Arrow et Gérard Debreu, « Existence of an Equilibrium for a Competitive Economy », n°22-3, 1954
- James Heckman, « Sample Selection Bias as a Specification Error », n°47-1, 1979
- Daniel Kahneman et Amos Tversky, « Prospect Theory: An Analysis of Decision under Risk », n°47-2, 1979
- Robert Engle, « Autoregressive conditional heteroscedasticity with estimates of the variance of United Kingdom Inflation », n°50-4, 1982
- Robert Engle et Clive Granger, « Co-Integration and Error Correction: Representation, Estimation, and Testing », n°55-2, 1987